# 盈洞瑶族乡
盈洞瑶族乡，是中华人民共和国湖南省郴州市汝城县一个已经撤销的乡镇级行政单位。

## 行政区划
盈洞瑶族乡下辖以下地区：
盈洞村、联丰村、深山村、新华村、兰山村、新聚村、狮形村、坳下村、姜阳村、永联村和新民村。